# Erie Indijanci
Erie, pleme američkih Indijanaca porodice Iroquoian, uže grupe Huron, nastanjeni u 17. stoljeću u području istočno i jugoistočno od jezera Erie na područjku današnjih država Ohio, Pennsylvania i New York. Njihova rana populacija iznosila je oko 14,000, a sastojali su se od nekoliko skupina ili plemena, od kojih je poznato tek nekoliko naziva. Erie su bili sjedilački farmeri Istočnih šuma ali s primjesom nekih crta kulture Jugoistočnih Indijanaca, kao što su otrovne strijele. Njihova naselja bila su ograđena palisadama, ponajprije zbog susjedstva s ratobornim i ekspanzivnim Irokezima čije su bande pljačkale i palile sela susjednih plemena. Erie su bili tradicionalni neprijatelji Irokeza, a nakon jedne nemilosrdne i destruktivne bitke 1656. godine, Erie su poraženi. Preživjeli pripadnici plemena su zarobljeni i adoptirani od konfederacije, a danas njihovi potomci žive pod imenom 'Seneca' u Oklahomi, plemena nastalom od preživjelih ostatak Erie, Attiwandaronk ili Neutral i Conestoga ili Susquehanna Indijanaca.

## Ime
Ime Erie dolazi od Iroquian riječi "Erielhonan" u značenju "long tail", a odnosi se na pumu. Ovi Indijanci poznati su uz to u povijesti i pod imanima Nation du Chat, što su im dali Francuzi, odnosno Cat Nation. Ostali irokeški nazivi bili su i Awenrehronon i Rhilerrhonon (Rhierrhonon), u istom značenju, a Huroni su to pretvorili u Yenresh (panther people).

## Lokalne skupine ili plemena
Kod Erie Indijanaca poznata su tek pet plemenskih naziva, koja su vjerojatno imala i istoimena sela, no broj je bio znatno veći, jer su Irokezi 1650. u Ohiju uništili 19 sela plemena Gentaguetehronnon. 
- Gentaguetehronnon (Kentaientonga, Gentaguehronon, Gentaguetehronnon, Gentaienton)
- Honniasont (Black Minqua, Honniasontkeronon, Oniassontke),
- Riquehronnon (Rigué, Arrigahaga, Rigueronnon, Rique, Riqué).
- Atrakwaeronon
- Takoulguehronnon, možda identični plemenu Atrakwaeronon.[1]

## Vanjske poveznice
- The Erie Indians tribe  Arhivirana inačica izvorne stranice od 8. prosinca 2008. (Wayback Machine)
- Sultzman